# Florian Deriaux
Florian Deriaux, né le 5 juin 1990 à Aubergenville (Yvelines), est un coureur cycliste français, membre du VC amateur Saint-Quentin.

## Biographie
En 2012, Florian intègre le club de l'ESEG Douai. Il signe son premier succès en première catégorie au mois de mai, lors du Grand Prix de Lambres-lez-Douai, une épreuve organisée par son club. 
L'année suivante, il réalise sa saison la plus prolifique en remportant le Critérium de Saint-Pol-sur-Mer, le Grand Prix de Sin-le-Noble ainsi qu'une épreuve régionale à Ostende, en Belgique. 
En 2014, il s'engage en faveur de l'EC Raismes Petite-Forêt. Sous ses nouvelles couleurs, il gagne le Prix de Montataire en début d'année, après avoir réglé ses quatre compagnons d'échappée au sprint. 
En 2015, il s'impose en solitaire sur le Grand Prix Henri-Hulot à Isbergues, course dominée par son équipe qui place trois de ses coureurs parmi les quatre premiers. Il enchaîne par une victoire en juillet au Grand Prix Yves-Leleu, organisé par son équipe. 
En 2016, durant sa troisième saison au sein de cette équipe, il ne parvient pas à ne décrocher de succès, mais obtient nénamoins ses premiers podiums en élite nationale, en se classant second du Grand Prix de Saint-Souplet et d'une étape sur le Tour de Seine-Maritime. Sur piste, il devient avec Killian Évenot vice-champion de France de l'américaine. 
L'EC Raismes Petite-Forêt disparait en fin d'année après la démission de Daniel Horain, en raison de problèmes financiers. Annoncé un moment dans l'effectif de la nouvelle équipe continentale de Guy Mollet, celle-ci ne voit cependant pas le jour. Il est alors recruté par le Dunkerque Littoral Cyclisme pour la saison 2017,. En 2017, il gagne le Circuit Jean-Bart à Dunkerque et termine notamment quatrième du Grand Prix des Hauts-de-France et du championnat interrégional des Hauts-de-France et de l'Île-de-France. Il obtient également une quatrième place sur le Grand Prix de Montamisé, épreuve comptant pour la Coupe de France DN3. Membre de la sélection des Hauts-de-France présente aux championnats de France sur piste, il décroche une médaille d'argent en poursuite par équipes (avec Corentin Ermenault, Dany Maffeïs, Rémi Huens et Romain Bacon). 
Après une année qu'il juge « mitigée », il est engagé par la nouvelle équipe continentale Sovac-Natura4Ever en 2018, une première pour lui à ce niveau. Pour sa deuxième course de la saison, il termine troisième du Tour international des Zibans en Algérie. Au mois d'août, il se classe quatrième du championnat de France de poursuite par équipes en compagnie de Rémi Huens, Cyril Dendeviel et Baptiste Gourguechon.
En 2019, il retrouve la division nationale française en rejoignant l'ESEG Douai-Origine Cycles. Engagé aux championnats de France de cyclisme sur piste, il obtient une médaille d'argent en poursuite par équipes (avec Corentin Ermenault, Dany Maffeïs, Louis Brulé et Baptiste Gourguechon) et se classe quatrième de la course à l'américaine avec Killian Evenot.

## Palmarès sur route
- 2012
  - Grand Prix de Lambres-lez-Douai
- 2013
  - Critérium de Saint-Pol-sur-Mer
  - Grand Prix de Sin-le-Noble
- 2014
  - Prix de Montataire
- 2015
  - Grand Prix Henri-Hulot
  - Grand Prix Yves-Leleu
- 2016
  - 2e du Grand Prix de Saint-Souplet
- 2017
  - Circuit Jean-Bart
- 2018
  - 3e du Tour international des Zibans

## Palmarès sur piste

### Championnats de France
- 2016
  - 2e de l'américaine
- 2017
  - 2e de la poursuite par équipes
- 2019
  - 2e de la poursuite par équipes